# A31
O IC2 - Variante de Coimbra é uma via rápida portuguesa com perfil de autoestrada. A numeração A31 está reservada caso esta estrada venha a ser convertida numa autoestrada. Este troço do IC2 começa na EN341 e faz a ligação da A1 (nó de Coimbra Sul) com o IP3 (nó de Coimbra Norte).